# Вітор Тормена
Вітор Тормена (порт. Vítor Tormena, нар. 4 січня 1996, Марілія) — бразильський футболіст, захисник російського клубу «Краснодар».

## Ігрова кар'єра
Народився 4 січня 1996 року в місті Марілія. Вихованець футбольної школи клубу «Сан-Паулу». З 2016 року почав потрапляти до заявки основної команди клубу, утім у дорослому футболі дебютував наступного року за «Новорізонтіно», де перебував на умовах оренди.
Того ж 2017 року переїхав до Португалії, уклавши контракт з друголіговим «Жіл Вісенте». У цій команді отримав доступ регулярних виступів на дорослому рівні і привернув увагу команд найвищого португальського дивізіону. Сезон 2018/19 провів вже у Прімейрі, де на умовах оренди грав за «Портімоненсі».
У липні 2019 року за 1,25 млн. євро перейшов до «Браги», у складі якої протягом наступного сезону був резервним захисником.

## Титули і досягнення
- Володар Кубка Португалії (1):

«Брага»: 2020-21
- Володар Кубка португальської ліги (1):

«Брага»: 2019-20
- Чемпіон Росії (1):

«Краснодар»: 2024-25